# 情慾寫真
《情慾寫真》（法語：La fidélité）是一部2000年的法國劇情片，由安德烈·左拉斯基編劇和導演，苏菲·玛索、帕斯卡爾·葛雷果利和吉约姆·卡内主演。這部電影根據拉斐特夫人1678年的小說《克莱芙王妃》改編，講述了一位才華橫溢的攝影師在巴黎为一份散佈醜聞的小報工作，與一位古怪的兒童圖書出版商發生罗曼史，同時反抗另一位攝影師性挑逗的故事。《情慾寫真》在巴黎拍攝，獲得卡布爾浪漫電影節最佳女主角獎（蘇菲·瑪索）和金斯旺獎（安德烈·左拉斯基）。

## 剧情
才華橫溢的加拿大攝影師克萊利亞（苏菲·玛索飾）在巴黎找到了一份收入豐厚的工作，她在一家由醜聞传播者吕佩尔·马克鲁瓦（米歇爾·蘇博爾飾）經營的小报工作。克萊利亞的母親曾在幾年前擔任歌舞表演歌手時與马克鲁瓦約會過。懷上克萊利亞後，她就不再與马克鲁瓦見面，而是嫁給了克萊利亞的父親。在陪女兒去巴黎時，她告訴克萊利亞她最重要的原則是榮譽，並鼓勵她結婚安定下來。
在巴黎，克萊利亞接受了電視採訪並談到了她的攝影書籍：展示空曠街道和荒涼風景的“缺席研究”，以及對沒有露臉的時裝模特的研究。在拍照時，克萊利亞遇到了克莱夫（帕斯卡爾·葛雷果利飾），一位中年兒童圖書出版商，正準備和马克鲁瓦的富家女结婚，以支撐他萎靡不振的出版社。克莱夫邀請她回到他的辦公室，两人做爱。之後，她與克莱夫的兄弟、天主教主教贝尔纳和他們的父親進行了短暫的會面。
在小报的辦公室，克萊利亞發現她的大多數同事都心灰意冷——所有人都知道自己是“靠污垢维持生计”。她的第一個任務是拍摄马克鲁瓦最近收購的曲棍球隊，在球隊的更衣室裡，她周圍都是庆祝胜利的裸体球员。她给他们拍照。马克鲁瓦也在那裡，拖著她穿過自動淋浴器，緊緊地擁抱著她。她說她都能当他的女兒了。無論如何，他仍然渴望着她。當他離開時，马克鲁瓦問她是否願意和他的家人一起參加晚宴。在離開之前，克萊利亞與其中一名球員發生了性關係。
在马克鲁瓦的晚宴上，克莱夫在他的家人和未婚妻面前宣布了他對克萊利亞的愛。未婚妻的回應则是取消他們的婚禮並毆打了他。那天晚上晚些時候，在马克鲁瓦宣布收購克莱夫的出版公司後，克莱夫的父親去世了。克莱夫要求克莱利亞永遠不要離開他。
克莱利亚和她的母亲搬进了克莱夫的房子。一位修女照顾她的母亲，看来克莱利亚想实现她母亲的愿望，在她死之前让她的女儿和一个“体面的男人”定居，因为当克莱夫把他母亲的订婚戒指送给她时，她接受了。后来，她读到奧登的诗句，提到鬼魂和迷失，变得很悲伤。
克莱利亚为小报拍摄的第一张照片引起了轰动，她得到了同事们的祝贺——除了内莫（吉约姆·卡内飾），一个出身貧寒的性感年轻摄影师。两人相遇时，他向她求婚。尽管克莱利亚被内莫吸引，她还是和克莱夫举行了婚礼，婚礼上有小报的摄影师、一架直升机和包括内莫在内的记者在场，这让她很不爽。婚礼后，内莫离开了他的女友伊娜（艾迪婭·達西克飾）。他把婚礼照片送到克莱利亚的家里，从一个敞开的后门走进去，把照片递给躺在床上的母亲。克莱利亚的母亲很生气，怀疑她的女儿有外遇，崩溃了。她看到了她死去的丈夫并请求原谅。克莱利亚的蜜月被打断了，她和母亲一起坐上了救护车，母亲告诉她要回到克莱夫身边。救护车停下来，她下了车，心烦意乱。
内莫继续跟踪克莱利亚。她看到他通过她家的窗户拍照，惊慌失措地跑上楼，要给丈夫生个孩子。尼莫现在在房子里面，拍下了他们两个人做爱的照片。后来克莱利亚得知，内莫收到了马克鲁瓦的任务，想找到克莱夫的污点。克莱利亚继续和内莫见面，但没有和他发生关系。在家里，她拍摄插花的照片。
她和伊娜乘火车去诺曼底参加一个摩托车活动。在比赛中，内莫撞车，克莱利亚赶到他身边。他笑着说，他很快就恢复了。在事后的庆祝会上，内莫喝醉了，并谈论他对非法器官交易的调查，想要给他的父亲留下深刻印象，父亲说他这样会把自己弄死的。内莫和克莱利亚一起坐火车回巴黎，在车站她看到了她母亲和父亲的鬼魂，看起来很高兴。
内莫被非法器官贩子雇佣的团伙袭击后，克莱利亚要求他带她去看他正在调查的黑社会。克莱利亚拒绝了内莫的求爱。当她回到家时，克莱夫确信她有了外遇，尽管她承诺永远不会对他不忠。
在得知克莱夫的兄弟，也就是主教与一个有夫之妇私奔后，他说他要到布列塔尼的普卢加斯泰勒-达乌拉斯的快乐旅馆与他的兄弟会合。他离开后，克莱利亚打电话给小报的办公室，告知他们贝尔纳主教在布列塔尼的“爱巢”，大概是不想让克莱夫留在那里。克莱利亚看了主教受辱的电视报道，但他说一个人如果不抓住幸福，就无法体验到神性。
然而克莱夫并没有回到他妻子身边，在与一个易装癖妓女上床后，他打电话给小报，要求他们跟踪他的妻子。
克莱利亚来到内莫家，脱下他的衬衫，但被枪声打断了。内莫和克莱利亚得以逃脱，克莱利亚告诉他她认为他是她没有的青春。
小报的摄影师拍下了袭击事件的照片，编辑们正考虑发表这些照片。克莱夫也在场。报社决定不发表，因为这些照片可能看起来很假，可能会被理解为是一个圈套。
不久后，克莱利亚参加了在报社外与马克鲁瓦举行的宣传会议。马克鲁瓦向内莫赠送了一辆摩托车，以表彰他揭露黑帮的工作。会议期间，狙击手试图杀死内莫，导致摩托车被烧毁。克莱夫受伤了，克莱利亚跑向他，但被推开了。马克鲁瓦被一块玻璃碎片击中眼睛而死亡。
葬礼后，马克鲁瓦的女儿重组了公司。她解雇了她的母亲和克莱利亚，克莱利亚恳求她的丈夫回到她身边，但他不愿意。在他们离开大楼的路上，他似乎心脏病发作，从一个台阶上摔下来。他死在去医院的路上，把他的结婚戒指给了克莱利亚。救护车再次停下，她走到街上，心烦意乱。
在葬礼上，她避开内莫，离开了巴黎。后来，内莫在电视上接受采访，谈到他为已经失踪的克莱利亚创作的新作品。
几年后，现在留着短发的克莱利亚在修道院拍照时，在电视上看到了一部马克鲁瓦制作的英文电影《克莱夫王妃》，讲述的是她的生活，导演是内莫。当她发现片头有他的名字时，她笑了。她走进花园，把她的结婚戒指放在树枝上，而她已故丈夫的鬼魂在一旁看着。他笑了。克莱利亚说：“请原谅我。”克莱夫在她哭泣的时候取回了戒指。

## 荣誉
- 2000年卡布爾浪漫電影節最佳女主角獎（苏菲·玛索）獲獎
- 2000年卡布爾浪漫電影節金斯旺獎（安德烈·左拉斯基）獲獎
- 2000年國際斯坦尼康獎最佳斯坦尼康攝影獎（亚当·罗灿斯基）獲獎[3]